# Eugenia megaflora
Eugenia megaflora är en myrtenväxtart som beskrevs av Rafaël Herman Anna Govaerts. Eugenia megaflora ingår i släktet Eugenia och familjen myrtenväxter. Inga underarter finns listade i Catalogue of Life.